# Klaudia Tanner
Klaudia Tanner (ur. 2 maja 1970 w Scheibbs) – austriacka polityk, prawniczka i samorządowiec, parlamentarzystka, od 2020 minister obrony.

## Życiorys
W 1988 ukończyła szkołę średnią w rodzinnej miejscowości, a w 1995 studia prawnicze. W latach 1995–1996 odbyła praktykę zawodową w Wiedniu, następnie do 2001 pracowała jako referentka do spraw prawnych i socjalnych w krajowym oddziale Österreichischer Bauernbund, organizacji rolniczej afiliowanej przy Austriackiej Partii Ludowej (ÖVP). Związała się również z tym ugrupowaniem, od 2001 do 2003 była zatrudniona w gabinecie ministra spraw wewnętrznych Ernsta Strassera. Później do 2010 pracowała w przedsiębiorstwie Kapsch BusinessCom, działającym w sektorze technologii informacyjno-komunikacyjnych.
W latach 2010–2015 zasiadała w radzie gminy targowej Gresten. W 2011 objęła stanowisko dyrektora Österreichischer Bauernbund w Dolnej Austrii, a w 2017 została dodatkowo wiceprzewodniczącą krajowych struktur ÖVP. W 2018 uzyskała mandat posłanki do landtagu. Stała się bliską współpracowniczką Sebastiana Kurza, w 2017 była wymieniana jako potencjalna kandydatka na ministra obrony w jego rządzie. W styczniu 2020 została powołana na stanowisko ministra obrony w drugim rządzie Sebastiana Kurza. Pozostała na dotychczasowej funkcji w październiku 2021, gdy nowym kanclerzem został Alexander Schallenberg, a także w grudniu 2021, gdy na czele gabinetu stanął Karl Nehammer.
W wyborach w 2024 uzyskała mandat deputowanej do Rady Narodowej. W marcu 2025 weszła do nowego rządu Christiana Stockera, w którym również objęła stanowisko ministra obrony.